# Maria Róża Molas
Maria Róża Molas, również Róża Franciszka Maria od Boleści, właśc. Maria Rosa Molas y Vallve (ur. 24 marca 1815 w Reus, zm. 11 czerwca 1876 w Tortosie) – hiszpańska zakonnica, założycielka zgromadzenia Pocieszycielek, święta Kościoła katolickiego.
Urodziła się w bardzo religijnej rodzinie. W 1841 roku została zakonnicą i pracowała w szpitalu. W 1857 roku wyjechała do Tortosy, gdzie rok później założyła zgromadzenie Sióstr Matki Bożej Pocieszenia (hiszp. Hermanas de Nuestra Señora de la Consolación).
Zmarła mając 61 lat w opinii świętości.
Została beatyfikowana przez papieża Pawła VI 8 maja 1977 roku a kanonizowana przez papieża Jana Pawła II 11 grudnia 1988 roku.